# Pont du 25-Avril
Pour les articles homonymes, voir Vingt-Cinq-Avril.
Le pont du 25-Avril (en portugais : Ponte 25 de Abril) est un pont suspendu au-dessus du Tage, situé à Lisbonne, au Portugal.

## Situation
Il s'agit d'un pont routier et ferroviaire qui relie la ville d'Almada à Lisbonne. Le chemin de fer passe au 1er niveau, sous la voie autoroutière. Il est surplombé sur la rive sud, faisant face à la capitale, par la statue monumentale du Christ-Roi, située dans la municipalité d'Almada. 

## Histoire
En 1960, sous la dictature imposée par Salazar, la décision est prise de créer un pont au-dessus du Tage: cette tâche est confiée aux Américains de l'American Bridge avec l’aide de onze sociétés locales. L'acier provient de la United States Steel Export Company.
Les travaux débutent deux ans plus tard, en 1962, et les travaux se réalisent en moins de quatre ans:  le pont est inauguré le 6 août 1966 et prend le nom de pont Salazar. Après la Révolution des œillets qui conduit à la chute du régime dictatorial, le pont est renommé Pont du 25-Avril pour commémorer le jour de la révolution.
Le concessionnaire actuel du pont est Lusoponte.

## Architecture

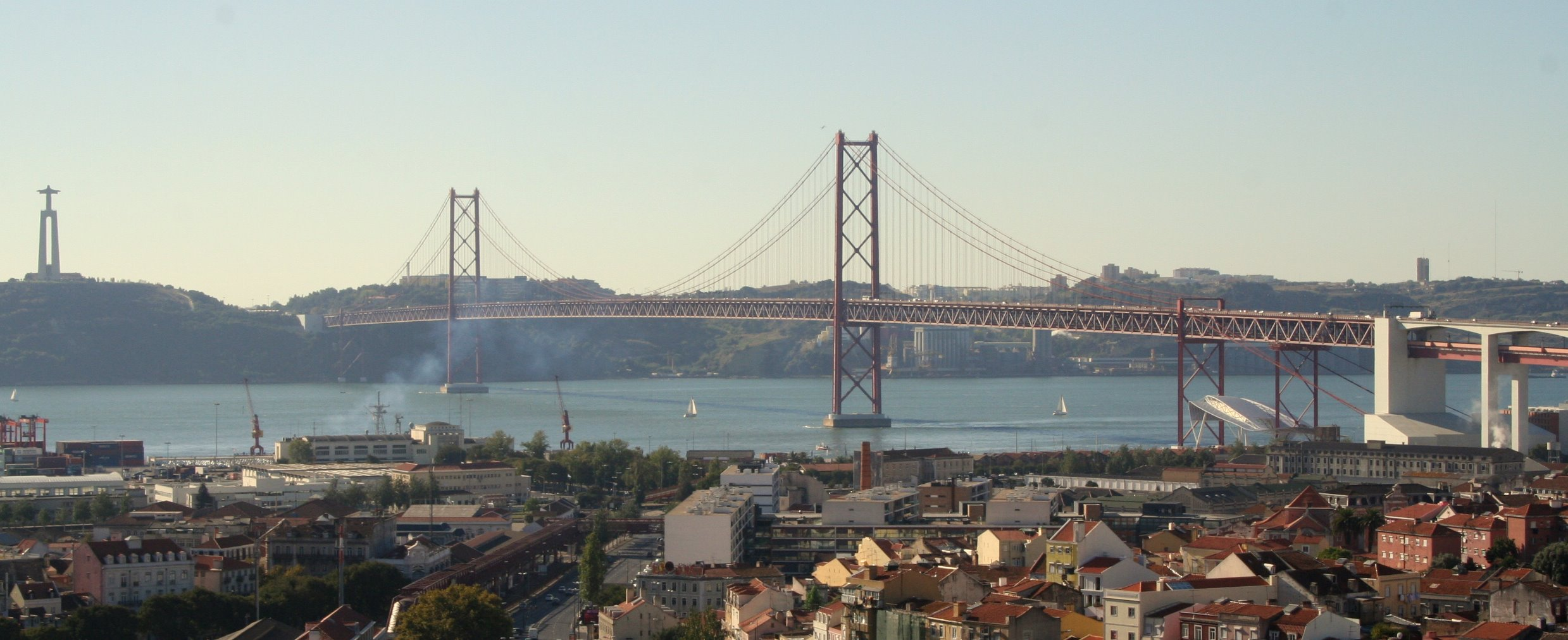
Vue du pont et du « Christ-Roi » au niveau du fleuve

Les plans du pont sont inspirés du Bay Bridge, entre San Francisco et Oakland en Californie.
Il s'agit d'un pont suspendu de couleur rouge ancré au sol avec tabliers à deux niveaux en poutres à treillis. La Société américaine de génie civil mentionne que les deux ponts se trouvent dans une région avec une longue histoire de séismes et que cela a été pris en compte dans leur construction.
Il ressemble également au Golden Gate Bridge de San Francisco ainsi qu'au pont sur le Forth d'Édimbourg.
À son inauguration, il était le plus long pont suspendu et celui ayant la plus longue travée principale d'Europe continentale. Il avait également le plus long treillis continu et les plus profondes fondations au monde. Il était le cinquième plus long pont suspendu du monde, le plus long hors des États-Unis.
Les dimensions du pont sont les suivantes,:
- La travée principale est longue de 1 012,9 mètres.
- La longueur totale du pont est de 3 222,75 mètres, se répartissant en : pont principal : 2 277,64 m, viaduc d'accès : 945,11 m).
- La hauteur libre à l'endroit le plus élevé du tablier est de 70 mètres.
- Les piliers culminent à 190,47 mètres au-dessus du niveau de la mer, ce qui fait de ce pont la deuxième construction la plus haute du Portugal.
- Le câble principal a un diamètre de 58,6 centimètres.
- Les fondations du pilier sud plongent à 79,3 mètres de profondeur.

## Le pont dans la culture

### Numismatique
Lors de son inauguration en 1966, une pièce commémorative en argent a été émise avec une valeur de 20 escudos où l'on peut lire « Ponte Salazar » sous le tablier du pont.
À l'occasion du 50e anniversaire de l'inauguration du pont, une pièce commémorative de 2 euros a été émise en 2016.

### Filmographie
Le pont du 25-Avril est visible dans le sixième opus de James Bond, Au service secret de sa Majesté de 1969.

### Clip vidéo
Le pont est utilisé pour une partie du clip Mirador chanté par Freddy Gladieux et Kezah. Le clip et la chanson sont réalisés dans le cadre d'une vidéo du youtubeur Squeezie.